# Xã Fremont, Quận Benton, Iowa
Xã Fremont (tiếng Anh: Fremont Township) là một xã thuộc quận Benton, tiểu bang Iowa, Hoa Kỳ. Năm 2010, dân số của xã này là 2.442 người.